# Dalar, Ararat
Dalar là một đô thị thuộc tỉnh Ararat, Armenia. Dân số ước tính năm 2011 là 2632 người.